# Klippans bruk
Klippans bruk è un'area urbana della Svezia situata nel comune di Klippan, contea di Scania.
La popolazione rilevata nel censimento 2010 era di 314 abitanti.